# Amir Sayoud
Amir Sayoud (Guelma, 31 agosto 1990) è un calciatore algerino, centrocampista svincolato.

## Carriera

### Club
Ha giocato nella massima serie dei campionati egiziano, kuwaitiano, algerino, bulgaro e tunisino.

### Nazionale
Ha giocato nella nazionale algerina.

## Statistiche

### Cronologia presenze e reti in nazionale
| Cronologia completa delle presenze e delle reti in nazionale ― Algeria | Cronologia completa delle presenze e delle reti in nazionale ― Algeria | Cronologia completa delle presenze e delle reti in nazionale ― Algeria | Cronologia completa delle presenze e delle reti in nazionale ― Algeria | Cronologia completa delle presenze e delle reti in nazionale ― Algeria | Cronologia completa delle presenze e delle reti in nazionale ― Algeria | Cronologia completa delle presenze e delle reti in nazionale ― Algeria | Cronologia completa delle presenze e delle reti in nazionale ― Algeria |
| Data                                                                   | Città                                                                  | In casa                                                                | Risultato                                                              | Ospiti                                                                 | Competizione                                                           | Reti                                                                   | Note                                                                   |
| ---------------------------------------------------------------------- | ---------------------------------------------------------------------- | ---------------------------------------------------------------------- | ---------------------------------------------------------------------- | ---------------------------------------------------------------------- | ---------------------------------------------------------------------- | ---------------------------------------------------------------------- | ---------------------------------------------------------------------- |
| 21-9-2019                                                              | Blida                                                                  | Algeria                                                                | 0 – 0                                                                  | Marocco                                                                | Qual. Campionato delle Nazioni Africane 2020                           | -                                                                      |                                                                        |
| 19-10-2019                                                             | Berkane                                                                | Marocco                                                                | 3 – 0                                                                  | Algeria                                                                | Qual. Campionato delle Nazioni Africane 2020                           | -                                                                      |                                                                        |
| 1-12-2021                                                              | Ar Rayyan                                                              | Algeria                                                                | 4 – 0                                                                  | Sudan                                                                  | Coppa araba FIFA 2021 - 1º turno                                       | -                                                                      | 64’                                                                    |
| 18-12-2021                                                             | Al Khawr                                                               | Tunisia                                                                | 0 – 2 dts                                                              | Algeria                                                                | Coppa araba FIFA 2021 - Finale                                         | 1                                                                      | 66’                                                                    |
| 10-9-2024                                                              | Monrovia                                                               | Liberia                                                                | 0 – 3                                                                  | Algeria                                                                | Qual. Coppa d'Africa 2025                                              | -                                                                      | 87’                                                                    |
| Totale                                                                 |                                                                        | Presenze                                                               | 5                                                                      |                                                                        | Reti                                                                   | 1                                                                      |                                                                        |

## Palmarès

### Club

#### Competizioni nazionali
- Campionato egiziano: 1

Al-Ahly: 2010-2011
- Coppa di Bulgaria: 1

Beroe: 2012-2013
- Supercoppa di Bulgaria: 1

Beroe: 2013
- Supercoppa d'Egitto: 1

Al-Ahly: 2015
- Supercoppa d'Algeria: 1

USM Alger: 2016
- Coppa d'Algeria: 1

CR Belouizdad: 2018-2019

#### Competizioni internazionali
- CAF Champions League: 1

Al-Ahly: 2012

### Nazionale
- Coppa araba FIFA: 1

Qatar 2021